# Grimmia trichodes
Grimmia trichodes là một loài Rêu trong họ Grimmiaceae. Loài này được (F. Weber) Sm. mô tả khoa học đầu tiên năm 1814.